# 응우이칵단

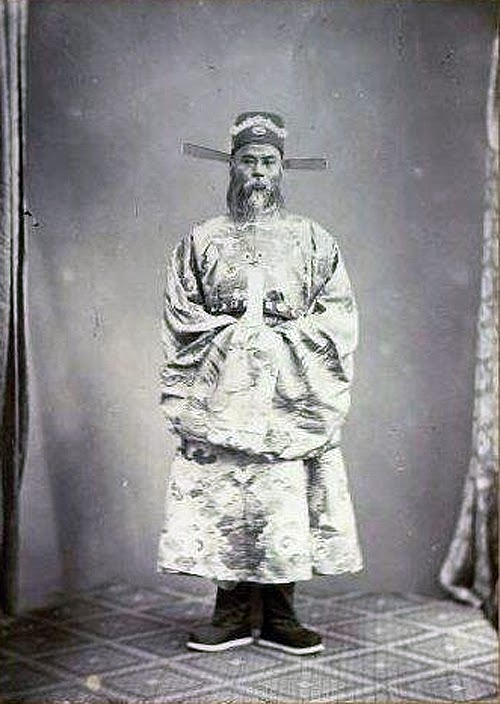
응우이칵단

응우이칵단(베트남어: Ngụy Khắc Đản / 魏克憻 위극탄, 1817년 ~ 1873년)은 응우옌 왕조의 정치인이다.

## 생애
응에안성 득토부(德壽府) 응이쑤언현(宜春縣) 춘원총춘원사(春圓總春圓社, 현재 하띤성 응이쑤언현 쑤언비엔사에 속함) 사람이다. 자롱 16년(1817년)에 태어났다.
티에우찌 원년(1841년), 응에안의 장향시(場鄕試)에 참가하여 거인(擧人)으로 합격하였다. 이후 깐록현(干祿縣)의 훈도(訓導)를 맡았다.
뜨득 9년(1856년), 회시(會試)에 합격하였고, 복시(覆試)에 참가해 탐화(探花)로 합격하여 해당 과의 일등 정원(庭元)이 되었다. 뜨득 황제는 그를 칭찬하여 '학립계군(鶴立雞群)'이라고 일컬었다. 처음에 한림원직(翰林院職)을 제수받았고, 이후 꽝남안찰사(廣南按察使)를 맡았다.
뜨득 16년(1863년), 여서사(如西使)로 충임되어 프랑스에 사신으로 갔다.
뜨득 17년(1864년), 귀국한 뒤 응에안포정사(乂安布政使)를 맡았고, 또한 흠차경력진녕(欽差經歷鎭寧)을 맡았으며 선무사(宣撫使)로 충임되었다. 오래지 않아 승서(升署)하여 호부우참지(戶部右參知)가 되었다. 당시 응에안 경내에 사건들이 번잡하여 뜨득은 그를 유임시켰다.
뜨득 25년(1872년), 조정으로 소환되어 권병부상서(權兵部尙書)를 맡았으며, 다시 고쳐서 권공부상서(權工部尙書)를 맡았고 기밀원참변(機密院參辦)으로 충임되었다. 이후 병으로 인해 사직하고 고향으로 돌아갔다.
뜨득 26년(1873년) 윤6월, 사망하였다. 실수참지(實授參知)의 직함을 추증하였다.
프랑스에 출사한 뒤 저서로 《여서기(如西記)》를 남겼고, 함께 사신으로 갔던 판타인잔 등과 함께 《서부일기(西浮日記)》를 공저하였다.

## 참고 문헌
- 《大南實錄》正編列傳二集 卷二十六 魏克憻傳